# His Lost Love
His Lost Love is een Amerikaanse stomme en korte film uit 1909 onder regie van D.W. Griffith.

## Rolverdeling
| Acteur             | Personage                 |
| ------------------ | ------------------------- |
| James Kirkwood     | Luke                      |
| Owen Moore         | James                     |
| Mary Pickford      | Mary                      |
| George Nichols     | Mary's Vader              |
| Kate Bruce         | Een Werkster              |
| Gladys Egan        | Gast op Bruiloft          |
| Frank Evans        | Gast op Bruiloft          |
| Marion Leonard     | De Zus / Gast op Bruiloft |
| Violet Mersereau   | Gast op Bruiloft          |
| Anthony O'Sullivan | Gast op Bruiloft          |
| Lottie Pickford    | Gast op Bruiloft          |
| Gertrude Robinson  | Volwassen Kind            |
| Mack Sennett       | Gast op Bruiloft          |
| Dorothy West       | Gast op Bruiloft          |